# جورج م بيب
جورج م بيب (بالإنجليزية: George M. Bibb)‏ (و. 1776 – 1859 م) هو سياسي، ومحام من الولايات المتحدة الأمريكية ولد في مقاطعة برينس إدورد.
تولى منصب عضو مجلس الشيوخ الأمريكي، ووزير الخزانة الأمريكي .وهو عضو في الحزب الديمقراطي الأمريكي .

## روابط خارجية
- جورج م بيب على موقع إن إن دي بي (الإنجليزية)